# アート・スミス

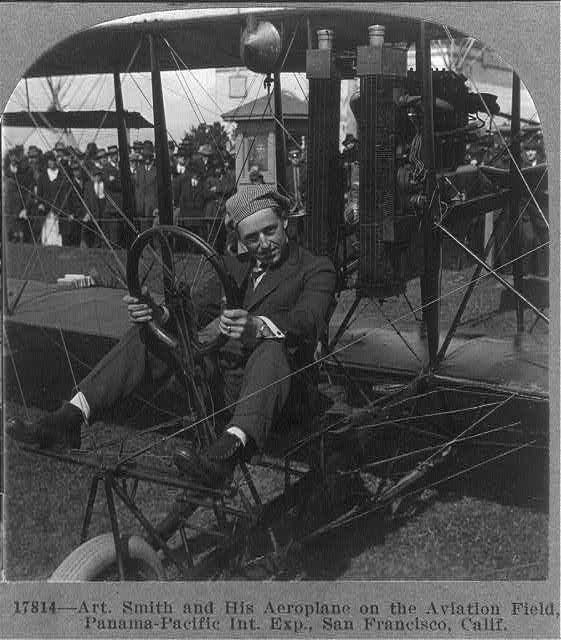
アート・スミス

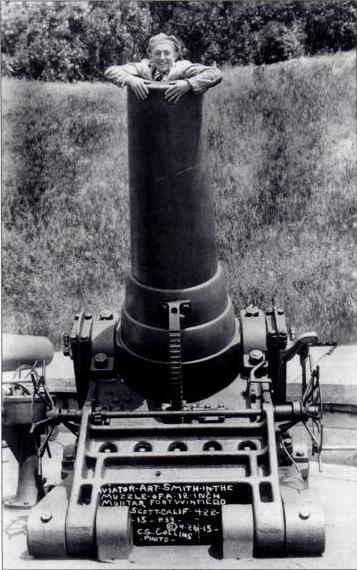
大砲の砲身から顔を覗かせるアート・スミス

アート・スミス（Art Smith、1890年2月27日 - 1926年2月12日）は、アメリカ合衆国の曲技飛行士である。本名はArthur Roy Smith。

## 略歴
インディアナ州、フォートウェインで育った。1910年に両親が家を抵当にいれて得た1800ドルの資金で6ヶ月をかけて航空機を組み立てたが、最初の飛行で墜落しエンジン以外は壊してしまった。その後、夜間飛行を得意とする有名な曲技飛行士となった。飛行機に発煙筒を取り付けて、夜空に文字を書くという演目のパイオニアとなった。アメリカ最初の女性曲技飛行士キャサリン・スティンソンと競って行った曲技飛行は新聞に大きく報じられた。
スミスは1916年と1917年の2度、アジア興行を行った。1916年5月17日と23日には富山県富山市の富山練兵場で、翌年の1917年5月28日には静岡県浜松市の和地山練兵場で、宙返り、横転、逆転、木の葉落としなどの演目を披露している。同年6月13日と14日には宮城県仙台市で飛行し、14日の2回目の飛行において助手のカイザーを飛行機の翼の上に乗せた状態で飛んでみせたという記録が残っている。
第一次世界大戦が始まると、テストパイロットや教官を務めた。アメリカ陸軍飛行隊に志願したが、拒絶された。身長が低かったことと、それまでの飛行の事故による多くの傷跡が拒絶の理由とされる。戦争の間は、ラングレー飛行場やマックック飛行場で初期のヘリコプターの訓練を受けた1人であった。戦争が終わると郵便飛行会社に入り、1925年7月からはニューヨーク・シカゴ間の夜間輸送を行うようになった。
1926年2月12日、東に向かうコースで2マイル程コースを外れ、モンペリエ近くの林に激突して死亡した。35歳没。事故で死亡した2人目の夜間飛行の郵便飛行士となった。

## 影響
1916年5月、金沢の野村練兵場でスミスを取材した東善作は新聞記者を辞め渡米。飛行家となって三大陸横断飛行に挑んだ。また浜松でスミスの曲芸飛行を見た本田宗一郎は航空機製造を志し、朝鮮および台湾では安昌男、權基玉、謝文達らがパイロットになることをそれぞれ決意した。